# Branka Katić
Branka Katić (en cirílico: Бранка Катић; n. 20 de enero de 1970, Belgrado, Yugoslavia) es una actriz serbia principalmente conocida por sus papeles en las películas Gato negro, gato blanco y Public Enemies, así como en la serie de televisión Big Love.

## Carrera profesional
Katić debutó con la película Nije lako sa muškarcima cuando tenía 14 años de edad. Branka estudió en la Academia de Arte Dramático y fue instruida por Rade Šerbedžija. Posteriormente apareció en teatros de Subotica, Novi Sad y Belgrado. Sus apariciones más destacadas en el cine incluye las películas Gato negro, gato blanco, Im Juli y Public Enemies. En televisión ha interpretado los papeles de Tatiana Taylor, segunda esposa de Barry Taylor en Auf Wiedersehen, Pet; Ana, la cuarta candidata a esposa de Bill Henrickson en la serie de televisión HBO Big Love; Charlotte Kaletta en la miniserie televisiva Anne Frank: The Whole Story; Nika Marx, en Entourage; o un papel de prostituta en The Vice.

## Filmografía
| Año  | Título                              | Papel                 | Notas                             |
| ---- | ----------------------------------- | --------------------- | --------------------------------- |
| 1985 | Nije lako sa muškarcima             | Tanja                 |                                   |
| 1992 | Policajac sa Petlovog brda          | Jasna Simić           |                                   |
| 1992 | Mi nismo anđeli                     | Buba                  |                                   |
| 1992 | Crni bombarder                      | Daca                  |                                   |
| 1992 | Bulevar revolucije                  | Amiga de Biljana      |                                   |
| 1994 | Biće bolje                          |                       |                                   |
| 1994 | Slatko od snova                     | Đina                  |                                   |
| 1995 | Tamna je noć                        | Sofija 'Cocke' Askerc |                                   |
| 1995 | Ubistvo s predumišljajem            | Jelena Panić (Bulika) |                                   |
| 1996 | Lepa sela lepo gore                 | Enfermera             |                                   |
| 1998 | The Wounds                          | Suzana                |                                   |
| 1998 | Gato negro, gato blanco             | Ida                   |                                   |
| 2000 | Im Juli                             | Luna                  |                                   |
| 2001 | Sand                                | Marianne              | Corto                             |
| 2002 | Jealousy                            |                       | Corto                             |
| 2002 | Ten Minutes Older                   | Mujer joven           | Segmento: "Addicted to the Stars" |
| 2003 | Strawberries in the Supermarket     | Jagoda Dimitrijević   |                                   |
| 2004 | Falling in Paradise                 | Dušica Kundacina      |                                   |
| 2004 | Floating                            | Mitsy                 | Corto                             |
| 2005 | The Truth About Love                | Katya                 |                                   |
| 2006 | Breaking and Entering               | Tanya                 |                                   |
| 2007 | The Englishman                      | Svetla                |                                   |
| 2008 | Waking the Dead                     | Jasni Vaspovic        | 2 episodios                       |
| 2009 | Public Enemies                      | Ana Cumpănaş          |                                   |
| 2010 | The Woman with a Broken Nose        | Biljana               |                                   |
| 2010 | L'Homme qui voulait vivre sa vie    | Ivana                 |                                   |
| 2012 | Falsifikator                        | Mirjana               |                                   |
| 2014 | Captain America: The Winter Soldier | Renata                |                                   |